# Claudia Schiffer
Claudia Schiffer (phát âm tiếng Đức: [ˈklaʊ̯dɪa ˈʃɪfɐ]]) (sinh ngày 25 tháng 8 năm 1970) là người mẫu và nữ diễn viên người Đức, người đã đạt tới đỉnh cao của sự nổi tiếng trong thập niên 1990, ban đầu là do vẻ bề ngoài của cô giống với Brigitte Bardot. Schiffer là một trong các người mẫu thành công nhất thế giới, đã xuất hiện trên trang bìa của hơn 500 tạp chí. Tạp chí Forbes ước tính thu nhập ròng của cô vào khoảng 55 triệu dollar Mỹ (38 triệu bảng Anh).

## Thời niên thiếu
Schiffer sinh tại Rheinberg, Nordrhein-Westfalen, Đức, một thành phố nhỏ cách thành phố Duisburg 15 km về hướng tây bắc. Cô là con của Gudrun - một luật sư- và Heinz Schiffer. Cô có hai người anh (em) trai, Stefan và Andreas, cùng một người chị (em) gái, Ann Carolin.
Schiffer nói rằng khi học bậc trung học cô được nhiều người yêu thích, nhưng cảm thấy về mặt xã hội bị các cô bạn học khác làm cho mình lu mờ. Cô tiết lộ rằng sở dĩ vậy là vì cô có thân hình quá cao, cô trở nên rất nhút nhát và không muốn được chú ý. Cô cũng bị những người khác ghen tị vì cô xuất thân từ một gia đình khá giả đã nổi tiếng ở địa phương. Schiffer nói tiếng Anh và tiếng Pháp lưu loát.
Ban đầu, cô muốn trở thành một luật sư và thường làm việc trong hãng luật của cha mình. Sau đó, cô bỏ những khát vọng trên, khi vào tháng 10 năm 1987 ở tuổi 17, cô được Michel Levaton, chủ của "Metropolitan Model Agency" phát hiện trong một hộp đêm ở Düsseldorf, người đã ký hợp đồng đưa cô trở thành người mẫu.

## Làm người mẫu thời trang

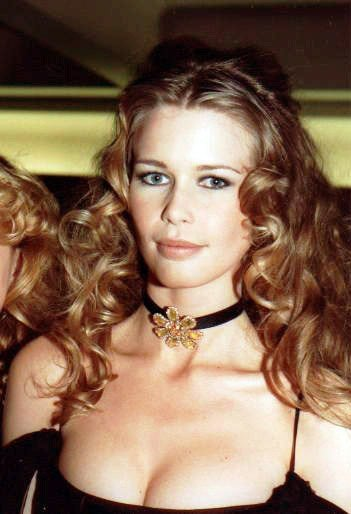
Tại Giải César ở Paris, 1993

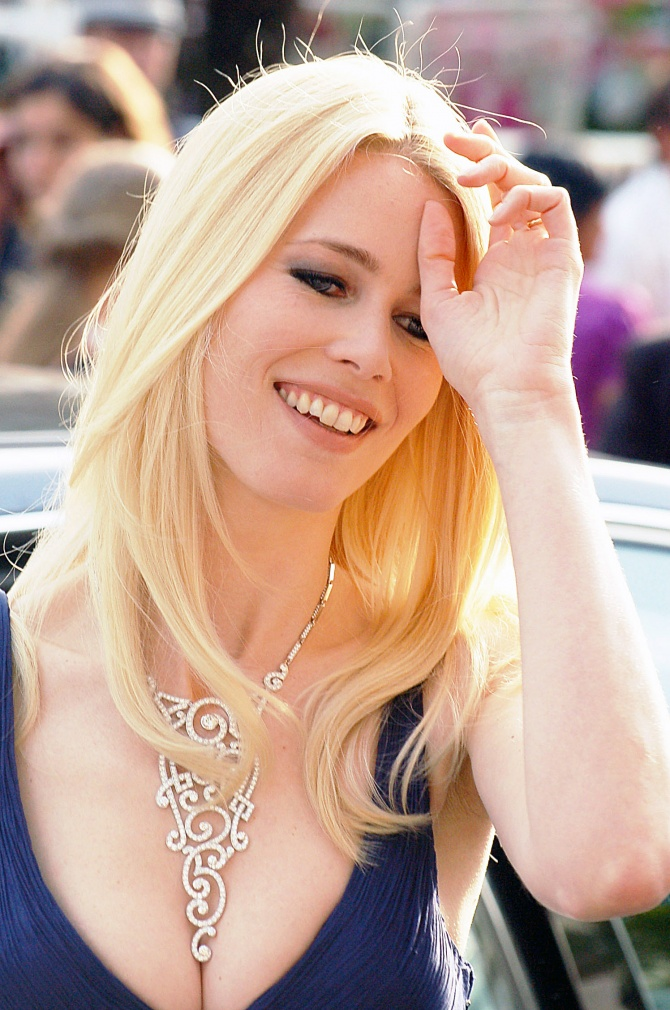
Tại Liên hoan phim Cannes 2007

Cô đã hoàn tất việc học tập của mình và bắt đầu làm việc như một người mẫu. Cô bay sang Paris để được chụp hình thử và ngay sau đó cô đã xuất hiện trên trang bìa của tạp chí Elle của Pháp, sau khi được tiếp đón nồng hậu ở Paris. Sau nhiều lần xuất hiện trên các tạp chí khác, cô đã nhanh chóng giành được cương vị "siêu mẫu" khi cô được Karl Lagerfeld tuyển chọn làm bộ mặt mới của hãng Chanel. Schiffer trở thành nổi tiếng khắp thế giới, có thể được nhận ra bởi đôi mắt màu xanh, mái tóc hoe vàng và thân hình cao 1,80m (khoảng 5 ft 11 in.).
Trong đầu thập niên 1990, cô đóng vai chính trong các quảng cáo quần jeans của hãng quần áo thời trang Guess? được quảng cáo nhiều ở Bắc Mỹ đã tạo ra việc quảng cáo thiết yếu cho Schiffer. Cô được giới thiệu trên bìa tạp chí Mỹ Vogue Thiên niên kỷ tháng 11 năm 1999 như một trong các "nữ thần nghệ thuật hiện đại". Paul Marciano cho biết trong E! Forbes Top 15 Supermodel Beauties Who Made Bank: "tên hãng quần áo Guess đã thực sự được nhiều người trên khắp thế giới biết đến nhờ Claudia". Ngay sau khi xuất hiện trong các đợt quảng cáo, tên của cô đã được đưa ra trên toàn thế giới, xuất hiện trên trang bìa 5 tạp chí ở Hoa Kỳ và 7 trang bìa tạp chí khắp châu Âu. Schiffer đã gia nhập Hãng "Metropolitan Models" của Thomas Zeumer  và ký hợp đồng làm người mẫu cho hãng Revlon. Cô cũng tham gia làm người mẫu cho nhiều catalogues quần áo bán. Schiffer đã làm người mẫu đi biểu diễn trên lối đi ở sàn hẹp (catwalk) cho các hãng Versace, Jil Sander, Dolce & Gabbana, Ralph Lauren và Valentino. Schiffer là người mẫu đầu tiên trên trang bìa của các tạp chí Vanity Fair, Rolling Stone, The New York Times và People. Cô cũng xuất hiện nhiều lần trên trang bìa các tạp chí Vogue, Harper's Bazaar, Cosmopolitan, Tank Magazine và Time.
Schiffer cũng là bộ mặt của cửa hàng quần áo Mango của Tây Ban Nha và Accessorize (đồ phụ tùng), mà 2 dái tai của cô được chọc thủng đặc biệt cho đợt quảng cáo các đồ phụ tùng mùa thu/mùa đông năm 2006 của cô. Schiffer vẫn giữ hợp đồng với hãng L'Oréal cùng hãng đồng hồ Ebel, và hình ảnh của cô ở biển quảng cáo cho hãng Kenar cũng được treo trên hàng triệu du khách ở Quảng trường Thời đại. Từ năm 1990, cô tạo ra một lịch đồ bơi hàng năm do chính cô thiết kế và diễn xuất.
Sau đó Schiffer xuất hiện trên các quảng cảo của hãng Pepsi, và đã nhảy múa ở phiên bản tranh biếm họa Mickey Mouse trong các quảng cáo cho hãng nước ngọt Fanta, được trả khoảng 2 triệu dollar Mỹ. Sự xuất hiện của cô trong quảng cáo của hãng Citroën năm 1998 được cho là đã mang lại cho cô khoảng 3 triệu £. Karl Lagerfeld đã quay phim cô cho đợt quảng cáo cho hãng rượu vang Dom Perignon, khoảng 10 năm sau lần xuất hiện đầu tiên trong các quảng cáo của hãng Chanel.
Cô đã ký hợp đồng với nhiều hãng, trong đó có nhóm quản lý ở Milano, One Management ở thành phố New York, 19 Entertainment của Simon Fuller ở London cho các lợi ích phi người mẫu của cô, và hãng "Model Management" của mẹ cô ở Hamburg.

## Xuất hiện trên phương tiện truyền thông
Schiffer đã xuất hiện trên nhiều phim và video ca nhạc. Lần xuất hiện đầu tiên là trên phim thiếu nhi Richie Rich năm 1994, rồi đóng cặp vai chính với Dennis Hopper và Matthew Modine trong The Blackout. Cô tiếp tục xuất hiện trên phim Friends & Lovers vàBlack and White năm 1999, In Pursuit và Life Without Dick năm 2001, rồi vai semi-cameo (vai nửa nhỏ dành cho ngôi sao) trong Love Actually. Schiffer cũng đóng nhiều vai cameo (vai nhỏ cho ngôi sao) trong các phim, trong đó có Zoolander của Ben Stiller năm 2001.
Schiffer cũng xuất hiện trong nhiều talk shows và sitcoms (hài kịch tình huống), như Larry King Live, The Late Show with David Letterman, Late Night with Conan O'Brien, Dharma & Greg và Arrested Development. Cô cũng xuất hiện trong ban nhạc nam ở video nhạc của Westlife cho ca khúc "Uptown Girl", và năm 2000, cô đóng vai cameo trong video của Bon Jovi cho ca khúc" Say It Isn't So".
Cô đã phát hành 4 cuốn video tập thể dục mang tên Claudia Schiffer's Perfectly Fit, khá thành công, thuộc loại bán chạy nhất. Schiffer đã làm người dẫn chương trình ở Giải Thời trang Pháp và Giải Âm nhạc thế giới ở Monaco.
Schiffer là đồng chủ nhân – chung với các người mẫu bạn Christy Turlington, Naomi Campbell, và Elle Macpherson - của chuỗi tiệm ăn tên là Fashion Café năm 1995.
Schiffer vẫn là một nhân vật nổi bật trong xã hội Đức, cô đã giúp giới thiệu và mang cúp chung với Pele trong lễ khai mạc Giải vô địch bóng đá thế giới 2006. Cô cũng trao cúp polo cho Hoàng tử William năm 2002.
Khi nói về nghề người mẫu hiện nay, cô nói: "Các siêu mẫu, như chúng tôi đã từng mang danh hiệu, đã không còn tồn tại nữa". Cô nói rằng Gisele Bundchen là người duy nhất gần đạt tới danh hiệu siêu mẫu.

## Đời tư

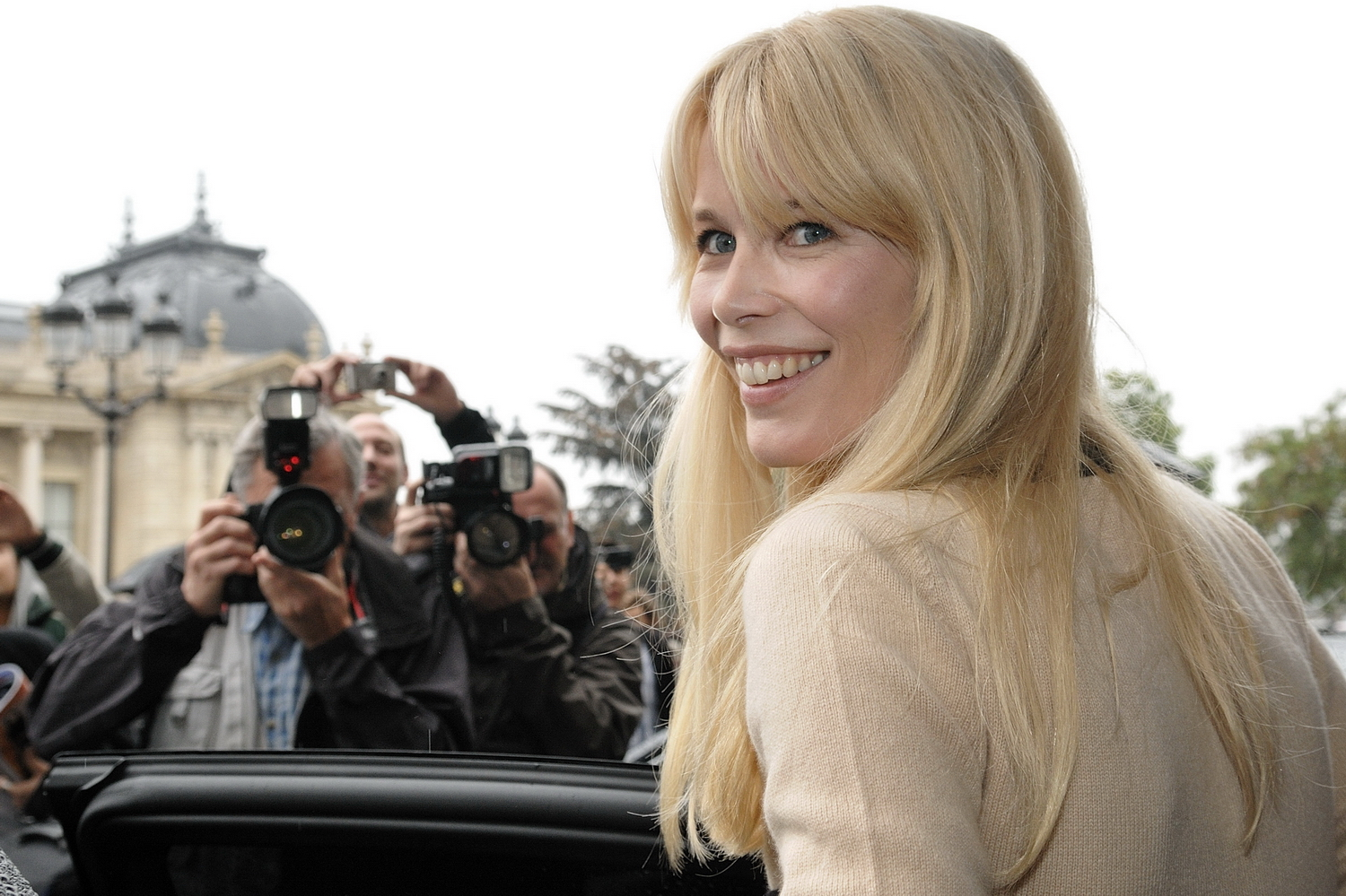
Schiffer năm 2009

Schiffer có quan hệ yêu đương với ảo thuật gia David Copperfield khoảng 5 năm, từ năm 1994 tới 1999. Họ gặp nhau lần đầu năm 1993 và tại một trong các show trình diễn của Copperfield, anh đã mời cô lên sân khấu cùng tham gia trong màn ảo thuật 'Flying' rồi sau này "cưa cô ra làm hai" trong lần xuất hiện chung trên truyền hình Đức. Trong suốt mối quan hệ của họ, cô thường tham gia các show diễn trên sân khấu của Copperfield trong vai "người khách phụ tá đặc biệt" trong một số màn ảo thuật, trong đó có màn bay lên, màn nằm máy chém và màn cưa một nửa người. Sau khi chấm dứt mối quan hệ với Copperfield, cô đã có mối quan hệ với Tim Jefferies.
Ngày 25.5.2002, cô kết hôn với nhà sản xuất phim Matthew Vaughn ở Suffolk (Anh). Thay vì một nhẫn đính hôn, Vaughn mua tặng cô một con rùa cạn. Trong ngày cưới, nhiều nhà báo và 200 người xem đã tụ tập để xem cô trong bộ áo cưới. Cô kết hôn ở nhà thờ thánh George trong làng Shimpling (Anh). Buổi tiệc cưới được tổ chức ở ngôi nhà lớn đồ sộ thời nữ hoàng Elizabeth I của Schiffer.
Schiffer và Vaughn có ba con: Caspar Matthew Drummond (sinh ngày 30.01.2003 tại Westminster, London), Clementine Drummond (sinh ngày 11.11.2004, tại Westminster), và Cosima Violet (sinh ngày 14.5.2010). Gia đình cô sống ở London. Trong thời gian rảnh rỗi, Schiffer chơi tennis, cưỡi ngựa, vẽ và trượt tuyết.
Trong quá khứ, Schiffer đã bị 2 lần quấy rối nghiêm trọng. Năm 2002, một phu khuân vác người Ý cho một nhà bếp đã bị bắt sau khi đột nhập 9 lần vào tòa nhà Coldham Hall trị giá 5 triệu bảng Anh của Shiffer. để gặp cô. Tuy nhiên, anh ta đã không bị truy tố vì lý do bị bệnh tâm thần, theo bộ luật Mental Health Act. Anh tin rằng Giáo hoàng Gioan Phaolô II đã bảo anh ta kết hôn với Schiffer. Năm 2004, một người đàn ông Canada cũng bị cáo buộc là quấy rối Schiffer, cũng chính tại ngôi nhà lớn này ở Suffolk. Anh ta ghé ngôi nhà này với hy vọng được gặp cô. và cũng nhiều lần để lại thư ở nhà cô.

## Danh mục phim
| Năm  | Phim                                     | Vai diễn                                | Ghi chú                                   |
| ---- | ---------------------------------------- | --------------------------------------- | ----------------------------------------- |
| 1994 | Richie Rich                              | bản thân là người dạy thể dục nhịp điệu |                                           |
| 1994 | Prêt-à-Porter                            | bản thân                                | tên tiếng Mỹ Ready to Wear                |
| 1996 | Perfectly Fit                            | không                                   | chương trình Fitness của Claudia Schiffer |
| 1997 | The Blackout                             | Susan                                   |                                           |
| 1999 | Desperate But Not Serious                | Gigi                                    | DVD phát hành ở Mỹ tên Reckless + Wild    |
| 1999 | Friends & Lovers                         | Carla                                   |                                           |
| 1999 | Black and White                          | Greta                                   |                                           |
| 1999 | Fart Party                               | Susie                                   |                                           |
| 2000 | Meeting Genevieve                        | Genevieve                               |                                           |
| 2000 | Chain Of Fools                           | bản thân                                |                                           |
| 2001 | In Pursuit                               | Catherine Wells                         | DVD phát hành ở Mỹ tên Rules of the Game  |
| 2001 | Zoolander                                | bản thân                                |                                           |
| 2002 | 666 - Traue keinem, mit dem Du schläfst! | bản thân                                | tên tiếng Anh 666: In Bed with the Devil  |
| 2002 | Life Without Dick                        | Mary                                    |                                           |
| 2003 | Love Actually                            | Carol                                   |                                           |

### Xuất hiện trên phim tài liệu
- Noche de tu vida, La (1993)
- The Magic of David Copperfield: 15 Years of Magic (1994)
- Die schönsten Frauen der Welt - Claudia Schiffer (1995)
- Around Claudia Schiffer (1995)
- Catwalk (1996)
- The 68th Annual Academy Awards (1996)
- Happy Birthday Elizabeth: A Celebration of Life (1997)
- An Audience with Elton John (1997)
- 1997 VH1 Fashion Awards (1997)
- Beautopia (1998)
- The Sound of Claudia Schiffer (2000)
- Í skóm drekans (2002)